# Euryestola
Euryestola is een kevergeslacht uit de familie van de boktorren (Cerambycidae). De wetenschappelijke naam van het geslacht werd voor het eerst geldig gepubliceerd in 1940 door Breuning.

## Soorten
Euryestola omvat de volgende soorten:
- Euryestola antennalis Breuning, 1940
- Euryestola caraca Galileo & Martins, 1997
- Euryestola castanea Galileo & Martins, 2001
- Euryestola cribrata (Bates, 1881)
- Euryestola freyi Breuning, 1955
- Euryestola iquira Galileo & Martins, 1997
- Euryestola morotinga Galileo & Martins, 1997
- Euryestola murupe Galileo & Martins, 1997